# موريس كونروي
موريس كونروي (بالإنجليزية: Maurice Conroy)‏ (26 أبريل 1919 ببرادفورد في المملكة المتحدة - 1 ديسمبر 2006) هو لاعب كرة قدم بريطاني (وحمل سابقاً جنسية المملكة المتحدة لبريطانيا العظمى وأيرلندا) في مركز الظهير. لعب مع سكونثورب يونايتد ونادي فولهام وأكرينجتون ستانلي ‏.